# Wawelia regia
Wawelia regia är en svampart som beskrevs av Namysl. 1908. Wawelia regia ingår i släktet Wawelia och familjen kolkärnsvampar.   Inga underarter finns listade i Catalogue of Life.